# Antoni Ossoliński (zm. 1757)
Antoni Ossoliński herbu Topór (zm. 22 czerwca 1757 roku) – kasztelan sandomierski w latach 1746–1757, generał-lejtnant wojsk koronnych w 1746 roku, komendant Regimentu Dragonii królewicza w latach 1744–1754.
Jego ojciec Stefan  Ossoliński herbu Topór, (zm. 1715) był miecznikiem  mielnickim (1700),  chorążym mielnickim (1713). Matką była Benedykta Szujska.
Miał brata i siostrę, Teresę Ossolińską, która wyszła za Stanisława Komorowskiego. Jego bratem był Józef Ossoliński (zm. ok. 1757), chorąży podlaski, liwski, podczaszy mielnicki, ożeniony z Teresą Sienicką (1717–1786).
Żoną Antoniego Ossolińskiego została w 1751 Teresa z Morstinów Ossolińska (zm. 1769). Jej portret pośmiertny znajduje się na plebanii w Cudzynowicach. Żonaty był też z Benedyktą Kossowską, z którą miał syna Józefa Ossolińskiego (1737–1818), chorążego mielnickiego (ożenionego z Anną Kowerską i potem z Zofią Jakubowską), osiadłego pod koniec XVIII wieku we wsi Sielusizna na Podlasiu, obecnie na terenie Białorusi.
Miał wnuka, Antoniego, rotmistrza kawalerii Wielkiego Księstwa Litewskiego.
18 stycznia 1754 roku podpisał we Lwowie manifest przeciwko podziałowi Ordynacji Ostrogskiej.